# Grad Celsius
Das Grad Celsius (°C) ist eine SI-Einheit der Temperatur, die nach Anders Celsius benannt wurde.

## Definition
Das Grad Celsius ist über die Einheit Kelvin definiert. Die Celsius-Skala ist dabei gegenüber der Kelvin-Skala der thermodynamischen Temperatur („absolute Temperatur“) um den konstanten Wert 273,15 verschoben. Zum Beispiel bezeichnen 323,15 K und 50 °C dieselbe Temperatur, und der absolute Nullpunkt bei 0 K entspricht −273,15 °C. Temperaturdifferenzen haben in beiden Skalen denselben Zahlenwert.
Die willkürlich festgelegte Zahl 273,15 wurde so gewählt, dass das Grad Celsius möglichst genau mit seiner früheren Definition übereinstimmt, nach der der Schmelz- und der Siedepunkt von Wasser bei Standarddruck (1 atm = 101,325 kPa) bei 0 °C und 100 °C liegen.

## Symbol
Das Symbol für die Maßeinheit ist eine Kombination aus dem Gradzeichen und dem Großbuchstaben „C“. Diese sind als Einheit zu betrachten und dürfen nicht getrennt werden. Der Zahlenwert steht davor, wie bei Maßeinheiten üblich getrennt durch ein Leerzeichen. Aus Gründen der Kompatibilität enthält der Unicode-Standard in Unicodeblock „Buchstabenähnliche Symbole“ zusätzlich die Darstellung durch ein Zeichen ℃ (U+2103), das Unicode-Konsortium rät aber von der Verwendung ab. Nach Regeln der Organe der internationalen Meterkonvention darf das Grad Celsius auch zusammen mit SI-Vorsätzen benutzt werden. Diese Regelung wurde jedoch nicht in die nationale deutsche Norm des Deutschen Instituts für Normung (DIN 1301-1, DIN 1345) übernommen und ist daher nach deutschem Einheitenrecht nicht zulässig.

## Celsius-Temperatur als eigene physikalische Größe
Da sich die Zahlenwerte in Grad Celsius gemessener Temperatur zur Temperatur in der Kelvin-Skala nicht mit einem konstanten Faktor, sondern durch eine Differenz unterscheiden, sind diese in physikalischen Formeln nicht beliebig austauschbar.
Um diesen Unterschied zu beachten, wurde für Temperaturangaben mit Grad Celsius eine eigene physikalische Größe definiert, die Celsius-Temperatur.
Sie ist definiert durch:
{\displaystyle t=T-T_{0}}
mit {\displaystyle T_{0}=273{,}15\,\mathrm {K} } und der Umrechnung
{\displaystyle {\frac {t}{\mathrm {^{\circ }C} }}={\frac {T}{\mathrm {K} }}-273{,}15\;.}
Die Einheiten „Grad Celsius“ und „Kelvin“ sind gleich. Man kann sie als eine Einheit mit unterschiedlichen Namen für Celsius-Temperatur und thermodynamische Temperatur auffassen.
Als Formelzeichen für die Celsius-Temperatur ist das kleine t normgerecht, alternativ ist auch das {\displaystyle \vartheta } (theta) üblich. Die Verwendung des großen T ist unzulässig, da T der thermodynamischen Temperatur in Kelvin vorbehalten ist.

## Geschichte
Die Celsius-Skala geht auf den schwedischen Astronomen Anders Celsius zurück, der 1742 eine hundertteilige Temperaturskala vorstellte. Als Fixpunkte nutzte er die Temperaturen von Gefrier- und Siedepunkt des Wassers bei Normaldruck (später definiert als Luftdruck von 1013,25 Hektopascal oder 760 Millimeter Quecksilbersäule). Der Bereich zwischen diesen Fixpunkten, gemessen mit einem Quecksilberthermometer, ist in 100 gleich lange Abschnitte eingeteilt, die als Grad bezeichnet sind. Dies führte zu der historischen Bezeichnung des „hundertteiligen Thermometers“. Anders als bei der modernen Celsius-Skala ordnete Celsius jedoch dem Siedepunkt von Wasser den Wert 0 °C und dem Gefrierpunkt den Wert 100 °C zu. Somit nahm der Temperaturwert eines Körpers beim Erwärmen ab.
Die moderne Celsius-Skala, bei der dem Siedepunkt von Wasser der Wert 100 °C und dem Gefrierpunkt der Wert 0 °C zugeordnet wird, wurde von Carl von Linné, einem Freund Celsius’, kurz nach dessen Tod im Jahr 1744 eingeführt. Die Invertierung der Celsius-Skala war 1743 durch den französischen Physiker Jean-Pierre Christin vorgeschlagen worden.
Im Zuge der französischen Revolution wurde die hundertteilige Skala des Celsius per Dekret in Frankreich eingeführt. Später übernahmen besetzte oder verbündete Länder diese Einteilung. In der damaligen deutschen Schreibweise nannte man diese nun „Centigrade“ und kürzte dies mit C ab.
Der Skalenabstand, zunächst „Zentigrad“ oder „Zentesimalgrad“ genannt, bekam 1948, ca. 200 Jahre nach der Einführung der Skala, von der 9. internationalen Generalkonferenz für Maß und Gewicht zu Ehren Celsius’ den Namen „Grad Celsius“. In vielen Ländern Lateinamerikas wird das C auch heute noch regelmäßig als centígrados gelesen.
1954 wurde die Kelvin-Skala und, darauf basierend, die Definition des Grad Celsius über den Tripelpunkt (fest/flüssig/gasförmig) von Wasser definiert. Gefrier- und Siedepunkt des Wassers verloren damit ihre Rolle als definierende Fixpunkte der Celsius-Skala.
Seit 2019 ist das Kelvin, und damit das Grad Celsius, über die Boltzmann-Konstante und somit direkt über die thermische Energie definiert.

## Temperaturdifferenz
Die Temperaturdifferenz {\displaystyle \Delta t} ist der Unterschied in der Temperatur von zwei Messpunkten, die sich in der Zeit oder der räumlichen Position unterscheiden. Da die Kelvin- und die Celsius-Skala um einen festen Wert gegeneinander verschoben sind, stimmen die Zahlenwerte von Temperaturdifferenzen bei der Verwendung der Einheiten Kelvin und Grad Celsius überein:
{\displaystyle \left\{\Delta t\right\}_{\mathrm {{}^{\circ }C} }=\left\{\Delta T\right\}_{\mathrm {K} }}
Als Einheit für Temperaturdifferenzen wird von der DIN in Anpassung an das Internationale Einheitensystem (SI) mit der Norm DIN 1345 (Ausgabe Dezember 1993) das Kelvin empfohlen. Die DIN ergänzt dazu: „Nach dem Beschluss der 13. Generalkonferenz für Maß und Gewicht (1967–1968) darf die Differenz zweier Celsius-Temperaturen auch in der Einheit Grad Celsius (°C) angegeben werden.“ Hier wird also der Einheitenname Grad Celsius als besonderer Name für das Kelvin benutzt.
Beispiel:
Die Differenz zwischen der Temperatur {\displaystyle t_{b}=20\,\mathrm {{}^{\circ \!}C} } (entspricht {\displaystyle T_{b}=293{,}15\,\mathrm {K} }) und der Temperatur {\displaystyle t_{a}=5\,\mathrm {{}^{\circ \!}C} } ({\displaystyle T_{a}=278{,}15\,\mathrm {K} }) beträgt {\displaystyle \Delta t=t_{b}-t_{a}=15\,\mathrm {{}^{\circ \!}C} }. Dies darf auch als {\displaystyle \Delta T=T_{b}-T_{a}=15\,\mathrm {K} } geschrieben werden.
Für Vielfache und Quotienten sind Angaben in Grad Celsius nicht sinnvoll, da sie aufgrund der willkürlichen Wahl des Skalennullpunkts keine physikalische Bedeutung haben.

## Vergleich mit anderen Skalen

### Umrechnung
Temperaturen in Grad Celsius lassen sich über eine Zahlenwertgleichung wie folgt exakt umrechnen:
| Kelvin:          |  | {\displaystyle \left\{T\right\}_{\mathrm {K} }=\left\{t\right\}_{\mathrm {^{\circ }C} }+273{,}15}                      |  | {\displaystyle \left\{t\right\}_{\mathrm {^{\circ }C} }=\left\{T\right\}_{\mathrm {K} }-273{,}15}                                 |
| Grad Fahrenheit: |  | {\displaystyle \left\{\theta \right\}_{\mathrm {^{\circ }F} }=\left\{t\right\}_{\mathrm {^{\circ }C} }\cdot 1{,}8+32}  |  | {\displaystyle \left\{t\right\}_{\mathrm {^{\circ }C} }=(\left\{\theta \right\}_{\mathrm {^{\circ }F} }-32)\cdot {\tfrac {5}{9}}} |
| Grad Rankine:    |  | {\displaystyle \left\{T\right\}_{\mathrm {^{\circ }Ra} }=\left\{t\right\}_{\mathrm {^{\circ }C} }\cdot 1{,}8+491{,}67} |  | {\displaystyle \left\{t\right\}_{\mathrm {^{\circ }C} }=\left\{T\right\}_{\mathrm {^{\circ }Ra} }\cdot {\tfrac {5}{9}}-273{,}15}  |

### Fixpunkte
|                                                 | Kelvin    | °Celsius    | °Fahrenheit | °Rankine    |
| ----------------------------------------------- | --------- | ----------- | ----------- | ----------- |
| Siedepunkt des Wassers bei Normaldruck          | 373,150 K | 100,000 °C  | 212,000 °F  | 671,670 °Ra |
| „Körpertemperatur des Menschen“ nach Fahrenheit | 308,705 K | 35,555 °C   | 96,000 °F   | 555,670 °Ra |
| Tripelpunkt des Wassers                         | 273,160 K | 0,010 °C    | 32,018 °F   | 491,688 °Ra |
| Gefrierpunkt des Wassers bei Normaldruck        | 273,150 K | 0,000 °C    | 32,000 °F   | 491,670 °Ra |
| Kältemischung aus Wasser, Eis und NH4Cl         | 255,372 K | −17,777 °C  | 0,000 °F    | 459,670 °Ra |
| absoluter Nullpunkt                             | 0 K       | −273,150 °C | −459,670 °F | 0 °Ra       |

Die Fixpunkte, mit denen die Skalen ursprünglich definiert wurden, sind farblich hervorgehoben und exakt in die anderen Skalen umgerechnet. Heute haben sie ihre Rolle als Fixpunkte verloren und gelten nur noch näherungsweise. Allein der absolute Nullpunkt hat weiterhin exakt die angegebenen Werte.